# Jorn Vermeulen
Pour les articles homonymes, voir Vermeulen.
Jorn Vermeulen, né le 16 avril 1987 à Thourout, est un footballeur belge qui joue au poste de défenseur.

## Carrière
Formé au FC Bruges, Vermeulen rejoint le noyau A en 2006. Le 4 août 2006, il se casse l'avant-bras lors d'un match avec l'équipe réserve du club. Cette blessure gâchera tout son premier tour. Le second tour lui réussit mieux, il profite de la blessure de Brian Priske pour saisir sa chance au poste de back droit. À la fin de la saison, il prolonge son contrat au FC Bruges jusqu'en 2011.
N'entrant pas dans les plans de la nouvelle direction du club, il quitte Bruges et rejoint Oud-Heverlee Louvain, néo-promu en Division 1, en juillet 2011.

## Statistiques
| Saison    | Club      | Pays     | Championnat | Match | Buts |
| --------- | --------- | -------- | ----------- | ----- | ---- |
| 2006/2007 | FC Bruges | Belgique | Division 1  | 5     | 0    |
| 2007/2008 | FC Bruges | Belgique | Division 1  | 10    | 0    |
| 2008/2009 | FC Bruges | Belgique | Division 1  | 4     | 0    |
| 2009/2010 | FC Bruges | Belgique | Division 1  | 4     | 0    |
| 2010/2011 | FC Bruges | Belgique | Division 1  | 8     | 0    |

## Palmarès
- Vainqueur de la Coupe de Belgique en 2007 (FC Bruges)